# Joliet (Illinois)
Joliet je grad u američkoj saveznoj državi Ilinois. Prema popisu stanovništva iz 2010. u njemu je živjelo 147.433 stanovnika.